# 후지와라 카쿠라이
후지와라 카쿠라이(일본어: 藤原鶴來, 1893년 4월 15일 - 1990년 1월 15일)는 오카야마현 출생의 서예가이다. 「화한서예사」, 「서원(新書圖書典)」의 편찬자. 청룡사의 「구카이기념비」를 휘호. 본명은 시게루(茂), 학래는 호이다.

## 경력과 업적
오카야마현 다마노시에서 태어난다. 오카야마 사범학교(현재의 오카야마 대학 교육학부)에서 수학했다.
오카야마 제일 중학교 교원을 거쳐 가가와 사범학교 교사가 된다. 전후 카가와 대학 교육학부 교수가 되어 후진의 육성에 힘쓴다. 서예의 역사 해설서 「화한 서예사」, 명적 필법의 자서전 「서원(新書圖書典)」을 편찬. 중국 산시성 시안시 청룡사의 공해기념비를 휘호한다.
1986년 문부대신으로부터 「지역 문화 공로자」로서 표창을 받는다.